# Fêtes et jours fériés au Danemark

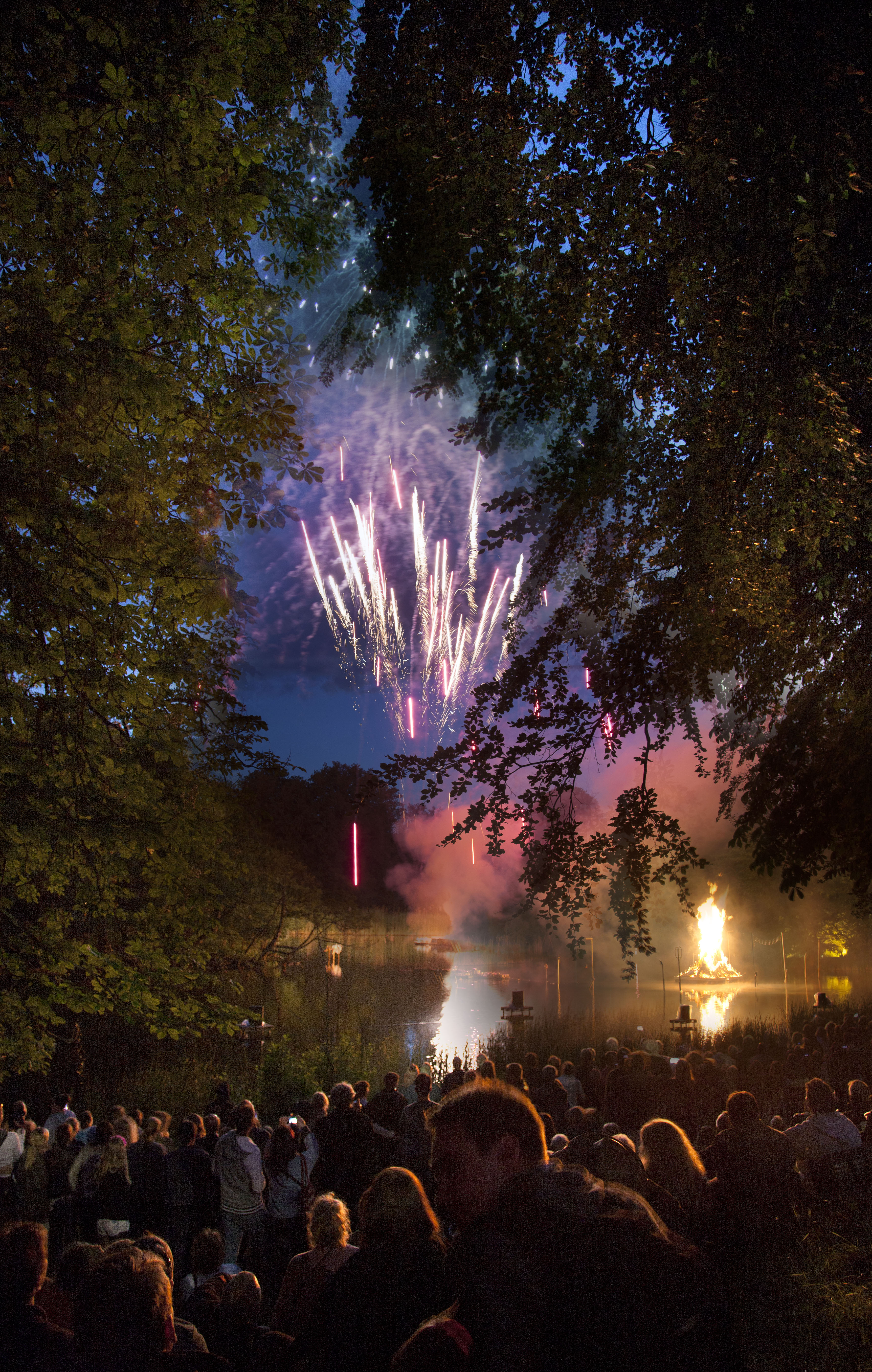
Feux d'artifice et feu de joie à l'occasion de Sankt Hansdag, à Bakken, en 2013.

Les fêtes et jours fériés au Danemark sont l'ensemble des fêtes religieuses et civiles qui sont légalement définies par la loi danoise. Le pays a établi une grande réforme de ses jours fériés en 1770. Elle a vu l'abolition d'un certain nombre jours fériés anciens comme le troisième jour de Noël, le troisième jour de Pâques, le troisième jour de la Pentecôte, l'Épiphanie, le Jour de la purification de Marie, Sankt Hansdag, Jour de la visite de Marie, la fête de la Saint-Michel ou la Toussaint.

## Jours fériés au Danemark
| Date                      | Nom                     | Nom danois            | Notes |
| ------------------------- | ----------------------- | --------------------- | --- |
| 1 janvier                 | Jour de l'An            | Nytårsdag             | |
| Jeudi avant Pâques        | Jeudi saint             | Skærtorsdag           | |
| Vendredi avant Pâques     | Vendredi saint          | Langfredag            | Les drapeaux sont mis en berne. |
| Mars/Avril                | Dimanche de Pâques      | Påskedag              | |
| Lendemain de Pâques       | Lundi de Pâques         | Anden påskedag        | |
| 40 jours après Pâques     | Ascension               | Kristi Himmelfartsdag | |
| 7e dimanche après Pâques  | Pentecôte               | Pinsedag              | |
| Lendemain de la Pentecôte | Lundi de Pentecôte      | Anden Pinsedag        | |
| 5 juin                    | Jour de la Constitution | Grundlovsdag          | Fête nationale du Danemark, elle commémore l'entrée en vigueur de la Constitution danoise du 5 juin 1849. À quelques exceptions près, tous les magasins restent fermés le Grundlovsdag par la loi. |
| 25 décembre               | Premier jour de Noël    | Juledag               | Les Danois célèbrent Noël dès le réveillon du 24 décembre. |
| 26 décembre               | Deuxième jour de Noël   | Anden juledag         | |

## Autres fêtes observées
Certains de ces jours découlent de la politique, et d'autres des traditions catholiques romaines antérieures à l'église actuelle. Certains sont issus de la tradition scandinave de commencer les célébrations d'une journée spéciale la veille du jour même.
| Date                        | Nom                                           | Nom danois                      | Notes |
| --------------------------- | --------------------------------------------- | ------------------------------- | --- |
| 6 janvier                   | Épiphanie                                     | Helligtrekongersdag             | Ce jour était férié au Danemark jusqu'en 1770. |
| 5 février                   | Anniversaire de la princesse Mary de Danemark | Kronprinsesse Marys fødselsdag  | |
| 6 février                   | la princesse Marie de Danemark                | Prinsesse Maries fødselsdag     | |
| Sept semaines avant Pâques  | Fastelavn                                     | Fastelavn                       | Version diminuée du Carnaval catholique. Le lendemain, «Fastelavnsmandag», les enfants vont à l'école déguisés et font du porte-à-porte pour acheter des bonbons et des sucreries. |
| 1 avril                     | Poisson d'avril                               | 1. April                        | |
| 9 avril                     | Invasion du Danemark                          | Danmarks besættelse             | Date historique. Les drapeaux sur les mâts dont en berne jusqu'à 12h00, pour indiquer le deuil, après cela, ils sont hissés pour indiquer que le Danemark est un pays libre aujourd'hui. |
| 16 avril                    | Anniversaire de la reine Margrethe II         | Dronningens fødselsdag          | |
| 1 mai                       | Journée internationale des travailleurs       | Arbejdernes kampdag / 1. maj    | De nombreuses personnes assistent à des réunions politiques le matin organisées par les syndicats ou les partis ouvriers, puis des manifestations ont lieu dans tout le pays, allant du lieu de la réunion et se rejoignant en cours de route vers un lieu de réunion commun, souvent un parc. Ce jour est également connu sous le nom Arbejdernes kamp og festdag (Journée de lutte et de célébration des travailleurs) se référant à la célébration des victoires passées du mouvement ouvrier, en particulier la journée de travail de 8 heures. |
| 5 mai                       | Jour de la libération                         | Danmarks befrielse              | Date historique commémorant le jour où les forces allemandes se sont rendues au Danemark pendant la Seconde Guerre mondiale. La journée est marquée par des cérémonies commémoratives publiques. |
| Le 4e vendredi après Pâques | Grand jour de la prière                       | Store bededag                   | Ancien jour férié excepté au Groenland et aux îles Féroés. |
| Deuxième dimanche de mai    | Fête des mères                                | Mors dag                        | |
| 26 mai                      | Anniversaire de Frederik de Danemark          | Kron Frederiks X fødselsdag     | |
| 5 juin                      | Fête des pères                                | Fars dag                        | Coïncide avec le Jour de la Constitution. |
| 7 juin                      | Anniversaire de Joachim de Danemark           | Prins Joachims fødselsdag       | |
| 15 juin                     | Jour de Valdemar et Reunion day               | Valdemarsdag og Genforeningsdag | Célébration de la victoire du Valdemar II du Danemark dans une bataille en Estonie en 1219, au cours de laquelle le drapeau national danois Dannebrog est tombé du ciel. C'est aussi la date à laquelle les Danois célèbrent le Sønderjylland en 1920 a été réuni avec le reste du Danemark après un référendum. À côté de Grundlovsdag, une équivalence à une journée nationale réelle, mais est moins largement connue et célébrée aujourd'hui qu'avant.                                                                                          |
| 23 juin                     | Sankt Hans                                    | Sankt Hans aften                | Journée de célébration préchrétienne, célébrant le solstice d'été le 24 juin. Sankt Hans (Johannes) est le nom danois de Saint-Jean-Baptiste. La journée est célébrée avec un feu de joie la veille. |
| 31 octobre                  | Halloween                                     | Allehelgensaften                | Selon la superstition, le 31 octobre est la nuit où les sorcières, les fantômes et les forces obscures se déchaînent pour déshonorer les saints célébrés le Allehelgensdag. |
| 10 novembre                 | Veille de la Saint-Martin                     | Mortensaften                    | Le 11 novembre est un jour catholique. Sankt Morten est le nom danois de Saint Martin de Tours. Selon la légende, Martin a été forcé de devenir évêque par ses paroissiens et a tenté de se cacher dans une grange. Cependant, le bruit des oies le trahit. Pour cette raison, il est de tradition de manger une oie. |
| 13 décembre                 | Sainte-Lucie                                  | Luciadag                        | Fête catholique située au solstice d'hiver avant la réforme du calendrier européen. Ressuscité en Suède en 1928 et au Danemark à partir des années 1940. |
| 24 décembre                 | Réveillon de Noël                             | Juleaften                       | La célébration de Noël au Danemark commence le soir, traditionnellement avec un sapin de Noël, échange de cadeaux et dîner en famille. À quelques exceptions près, tous les magasins restent fermés par la loi le Juleaftensdag, le jour de Juleaften. |
| 31 décembre                 | Réveillon de la Saint-Sylvestre               | Nytårsaften                     | Principalement célébré entre amis ou en famille autour d'un dîner. La reine tient traditionnellement un discours télévisé à 18 heures. Minuit est célébré avec du champagne, «kransekake» (un gâteau aux amandes composé d'anneaux empilés) et de feux d'artifice. À quelques exceptions près, tous les magasins restent fermés par la loi à partir de 15 heures le Nytårsaftensdag, le jour de Nytårsaften. |

## Sélection de fêtes et traditions au Danemark

### Fastelavn
Fastelavn est le nom du carnaval dans les pays historiquement luthériens que sont le Danemark, la Norvège, la Suède, l'Islande, le Groenland, l'Estonie et les Îles Féroé. Fastelavn est célébré soit le dimanche soit le lundi avant le mercredi des Cendres. Le terme fastelavn vient du vieux danois fastelaghen, qui est un emprunt du moyen bas allemand vastel-avent, signifiant "avant le jeûne", c'est-à-dire le jour avant le début du Carême. 

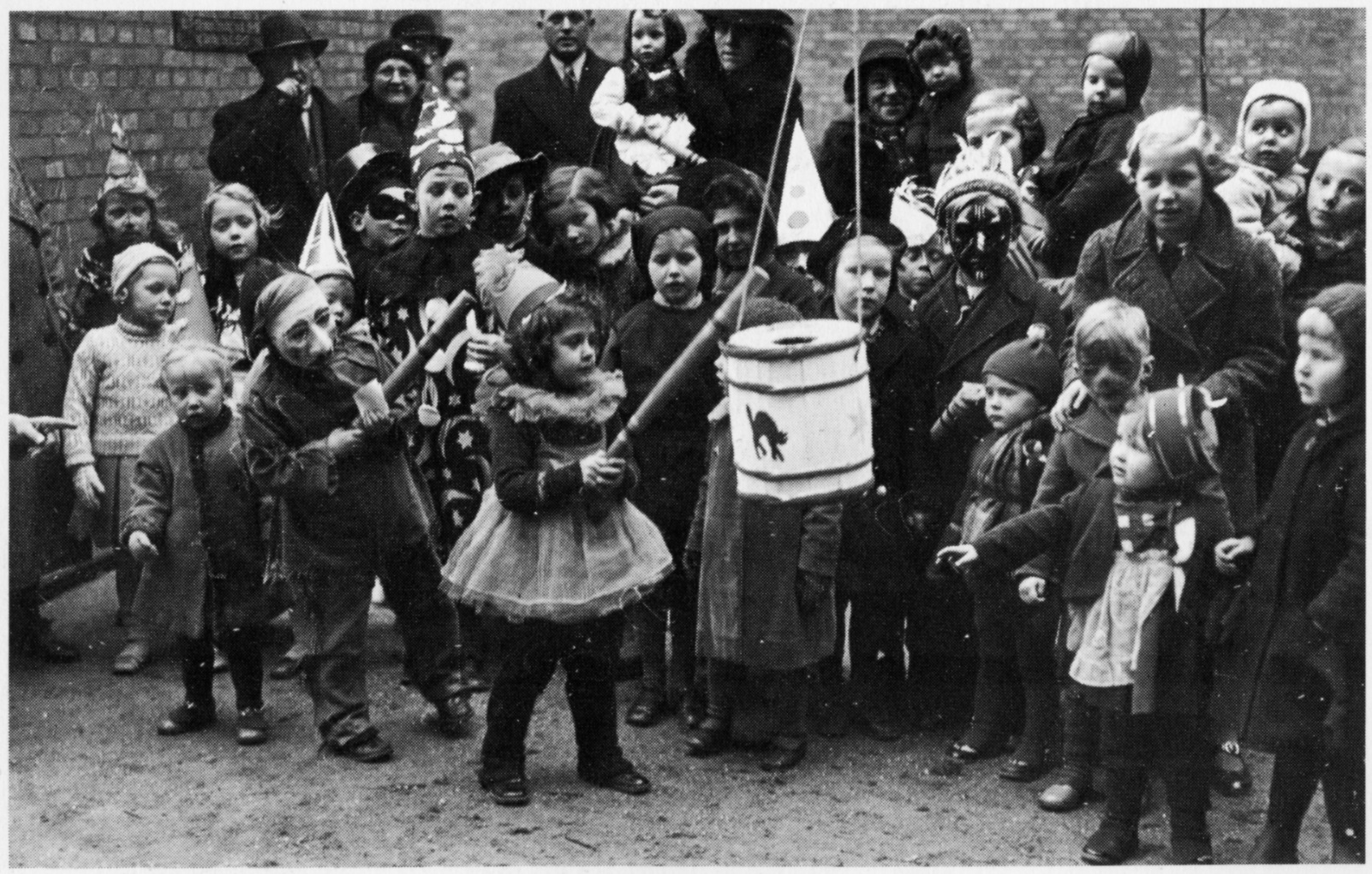
Fastelavn en 1937

Lors de cette fête, les enfants se déguisent et pratique la tradition du slå katten af tønden ("frapper le chat hors du tonneau"), équivalent danois d'une piñata. Celui ou celle qui réussit à faire tomber tous les bonbons devient kattedronning ("reine des chats"), et choisit un roi, le kattekonge. C'est également l'occasion de manger des Fastelavnsbolle ("petit pain de Fastelavn"), une petite brioche ronde sucrée généralement couverte par un glaçage et remplie d'une crème fouettée.

### Store Bededag
Le Store bededag, ou en français « grand jour de la prière », est une fête danoise qui a lieu le 4e vendredi après le dimanche de Pâques. Elle est décrétée en 1686 pour remplacer plusieurs petites fêtes, spécialement consacrée à la pénitence et au jeûne.

### Jour de la Constitution
Le jour de la Constitution (en danois Grundlovsdag) est la fête nationale du Danemark. Il est célébré le 5 juin. Le jour de la Constitution commémore l'entrée en vigueur de la Constitution danoise du 5 juin 1849, signée par le roi Frédéric VII de Danemark et qui instaure une monarchie constitutionnelle, marquant ainsi la fin de l'absolutisme. 
Le jour de la Constitution n'est marqué par aucune cérémonie militaire. Des réunions politiques sont souvent organisées ce jour-là.

### Fête d'été de Saint Hans -Sankt Hans aften

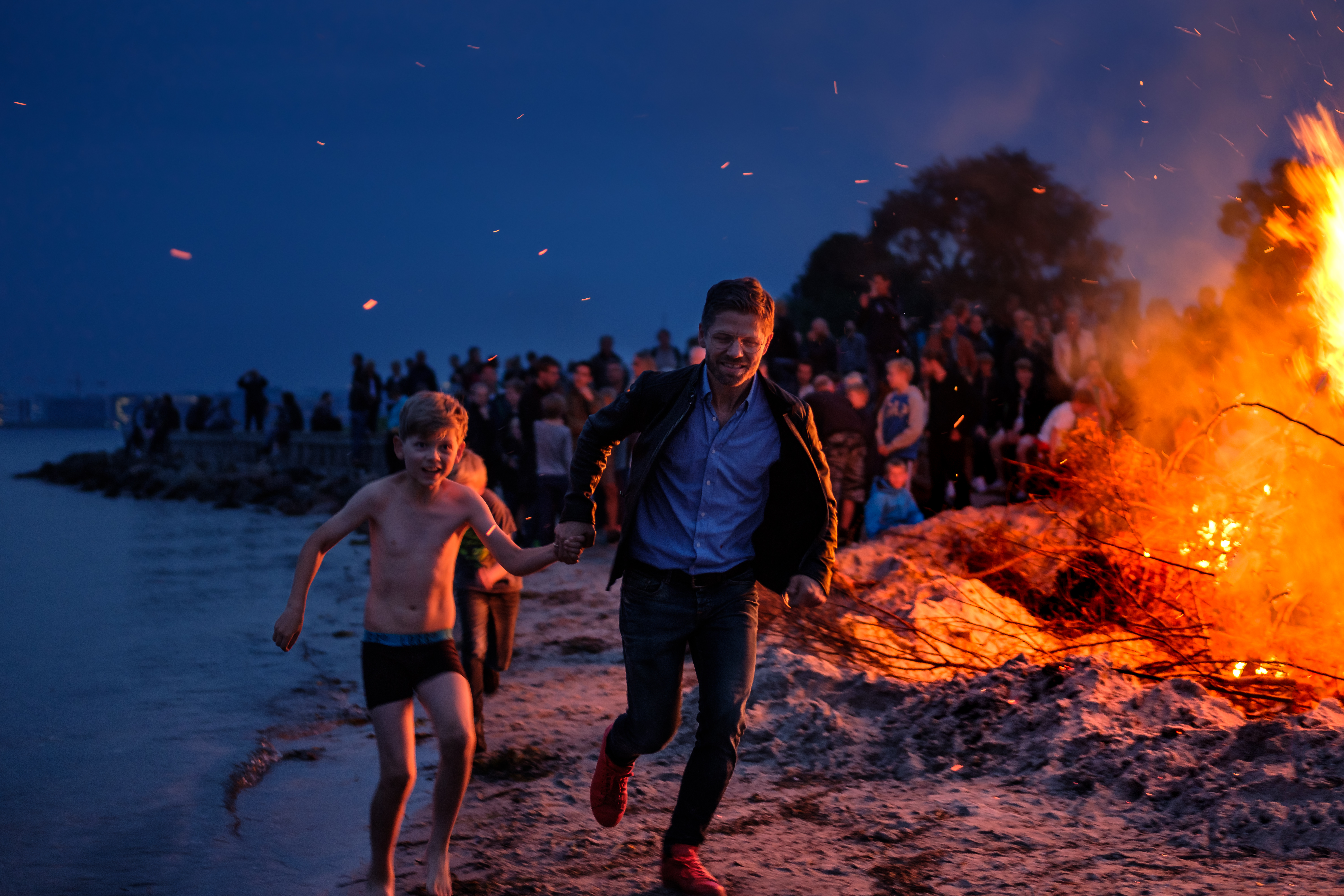
Sankt Hans Aften au Charlottenlund, Danemark

Équivalent de la fête de la Saint-Jean, Sankt Hans (Johannes) est le nom danois de Saint-Jean-Baptiste. Le solstice d'été est célébré le soir du 23 juin autour d'un feu de joie, souvent au bord de la plage ou au bord d'un lac. La tradition veut qu'une effigie de sorcière soit placée au sommet du bûcher. Les danois organisent des repas et chantent la chanson Midsommervisen, écrite par le poète danois Holger Drachmann en 1885. Cette fête puise a des origines païennes et remonte de l'époque préchrétienne.

### Fête de la Sainte-Lucie -Luciadag
Au Danemark la Sainte-Lucie, appelée Luciadag, fut célébrée pour la première fois le 13 décembre 1944. La tradition fut directement importée de la Suède par Franz Wend, secrétaire de Föreningen Norden, dans un essai « d'apporter de la lumière en ces temps noirs ».
Quoique la tradition fut importée de la Suède, au Danemark elle est beaucoup plus centrée sur la religion ; les processions et célébrations se font au sein de l'église locale en conjonction avec Noël. Les écoles et les maternelles fêtent également le jour, mais l'impact de Lucia sur le reste de la société danoise est minime.
Quoiqu'encore peu répandues, il existe plusieurs traditions spécifiquement danoises : la nuit précédente, on allume des bougies et l'on éteint toutes les lumières électriques.

### Jul
Jul est la période de Noël au Danemark. Elle est célébrée tout au long du mois de décembre commençant soit au début de l'Avent soit le 1er décembre avec une variété de traditions. La veille de Noël, Juleaften, l'événement principal de Jul, est célébrée le soir du 24 décembre ; s'ensuivent deux jours fériés de fêtes de Noël, les 25 et 26 décembre. 

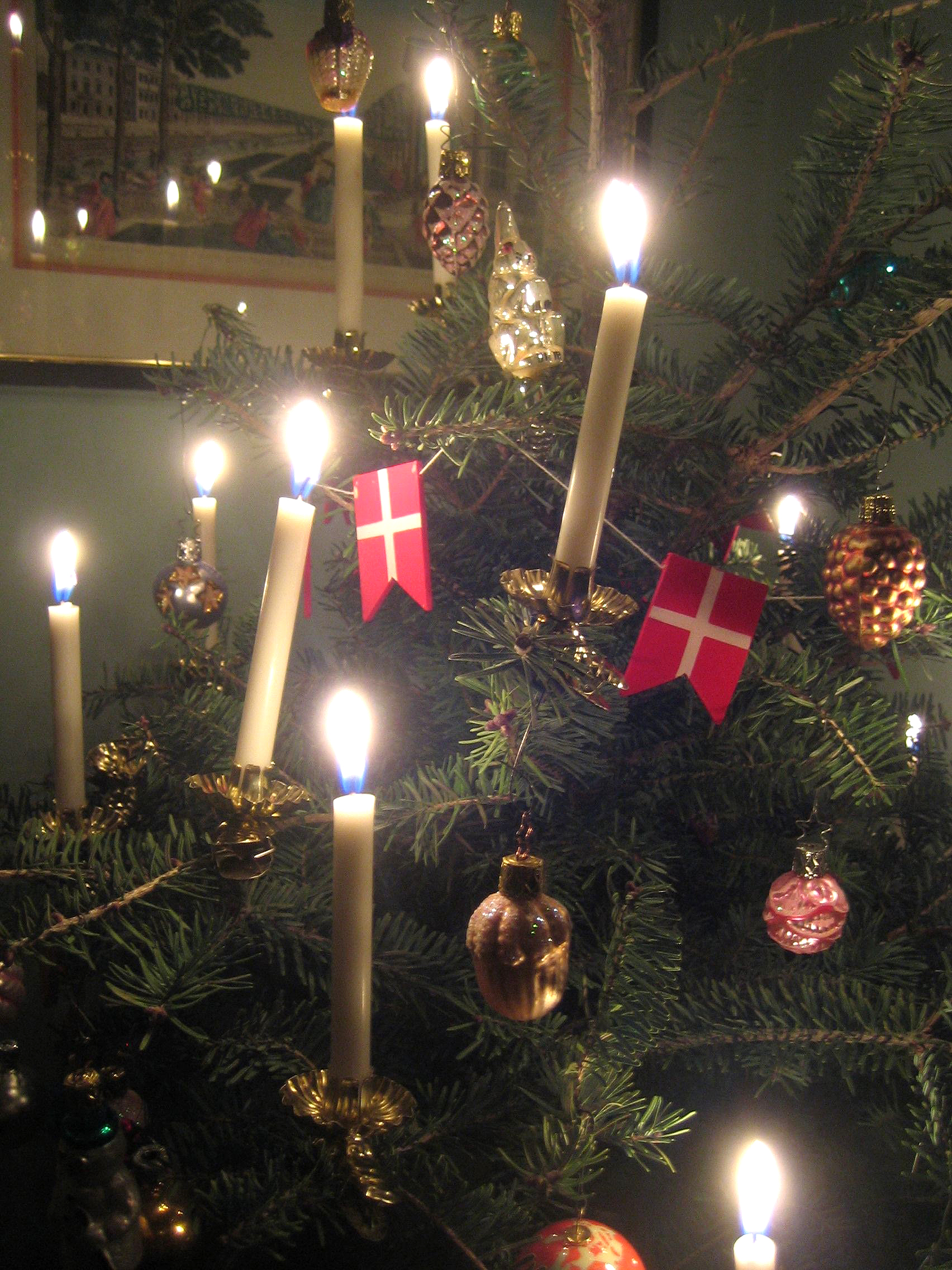
Sapin de Noël au Danemark.

À l'époque Viking, Jul était la célébration du retour de la lumière. Jul est à l'origine une vieille tradition nordique liée à la célébration de Yule germanique de l'Europe du Nord, mais a été mélangée avec la tradition chrétienne de Noël lorsque le Danemark a été évangélisé au XIe siècle.
Jusqu'en 1770, les vacances de Noël comprenaient le deuxième jour de Noël et l'Épiphanie le 6 janvier (célébrée la veille le 5 janvier). Par la suite, seuls les premier et deuxième jours de Noël sont restés des jours fériés.
Le premier arbre de Noël (Juletræet au Danemark date de 1808, à Holsteinsborg. À Copenhague a été présenté pour la première fois à Ny Kongensgade en 1811.
Au Danemark, le Père Noël est connu sous le nom de Julemanden (littéralement"l'homme de Noël") et on dit qu'il arrive sur un traîneau tiré par des rennes, avec des cadeaux pour les enfants. Il est aidé par ses lutins Yuletide ou par des elfes connus sous le nom de julenisser (ou simplement nisser.